# Vot aprovatori

En el vot aprovatori, l'elector pot votar per tants candidats com vulgui.

El vot aprovatori és un sistema de votació emprat en eleccions, en el qual cada votant pot escollir tants candidats (o tan pocs) com vulgui. S'utilitza habitualment per a eleccions d'un sol guanyador. També pot ser aplicat, però, per a múltiples guanyadors; de tota manera, la votació per a l'elecció de múltiples guanyadors té propietats matemàtiques molt diferents. El vot aprovatori és una forma simple de vot ponderat, en el qual la ponderació que els votants poden expressar és extremadament limitada: acceptar o no acceptar una opció. El vot aprovatori és comparable al sufragi directe o escrutini uninominal majoritari, sense la norma que descarta votacions amb els vots sobrers.
El terme "vot aprovatori" va ser encunyat per Robert J. Weber el 1976, però no començà a popularitzar-se fins al 1977 i aparegué per primer cop en una publicació l'any 1978, de la mà del politòleg Steven Brams i el matemàtic Peter Fishburn. El vot aprovatori és emprat per escollir el Secretari General de les Nacions Unides, i variacions d'aquest sistema de votació han estat utilitzades històricament a la República de Venècia durant el segle xiii, i en les eleccions parlamentàries d'Anglaterra durant el segle xix.